# Fridolinshütte
Die Fridolinshütte ist eine Berghütte der Sektion Tödi des Schweizer Alpen-Clubs im Kanton Glarus der Schweiz.
Sie liegt südlich von Linthal am Fusse des Tödi auf 2111 m ü. M. in den Glarner Alpen.
Die 1920/21 nach Plänen von Hans Leuzinger erbaute Hütte bietet 60 Schlafplätze (Massenlager) und 20 Plätze in der etwas unterhalb gelegenen alten Fridolinshütte von 1890. Die Hütte ist im Juli und August durchgehend bewirtet.

## Geschichte

Fridolinshütte, ca. 1905
Fridolinshütte, ca. 1905

## Zugänge
- Linthal – Tierfehd – Hintersand, 4 Stunden

## Benachbarte Hütten
- Claridenhütte über Obersand und Ochsenstock, 3 Stunden
- Planurahütte über Obersand, 4 Stunden oder abkürzend direkt über den Ochsenstock 3,5 Stunden
- Grünhornhütte (dauerhaft geschlossen),[1] 2448 m ü. M., Distanz: 1,4 km, 1,5 Stunden

## Gipfel
- Tödi